# Комова, Лидия Александровна
Лидия Александровна Комова (род. 1937) — револьверщица московского машиностроительного производственного объединения «Красный Октябрь». Депутат Верховного Совета СССР 10-го созыва (1979—1984).

## Биография
Лидия Комова родилась в 1937 году. В 1956 году, окончив заводское ПТУ, устроилась револьверщицей на московское машиностроительное производственное объединение «Красный Октябрь». Стала мастером высокой квалификации. Систематически выполняла план на 130—140 %. Была одним из инициаторов заводского патриотического почина «С первых дней года трудиться по нормам четвёртого квартала». Была ударником коммунистического труда и наставником молодёжи. 4 марта 1979 года избрана депутатом Верховного Совета СССР 10-го созыва от Тушинского избирательного округа города Москвы.